# Triportheus curtus
Triportheus curtus är en fiskart som först beskrevs av Garman, 1890.  Triportheus curtus ingår i släktet Triportheus och familjen Characidae. Inga underarter finns listade i Catalogue of Life.